# Tabalosos
Tabalosos es una localidad peruana, capital del distrito homónimo ubicado en la provincia de Lamas en el departamento de San Martín. 
Se encuentra a una altitud de 545 m s. n. m. Tenía una población de 6642 habitantes en 1993.

## Clima
| Parámetros climáticos promedio de Tabalosos | Parámetros climáticos promedio de Tabalosos | Parámetros climáticos promedio de Tabalosos | Parámetros climáticos promedio de Tabalosos | Parámetros climáticos promedio de Tabalosos | Parámetros climáticos promedio de Tabalosos | Parámetros climáticos promedio de Tabalosos | Parámetros climáticos promedio de Tabalosos | Parámetros climáticos promedio de Tabalosos | Parámetros climáticos promedio de Tabalosos | Parámetros climáticos promedio de Tabalosos | Parámetros climáticos promedio de Tabalosos | Parámetros climáticos promedio de Tabalosos | Parámetros climáticos promedio de Tabalosos |
| Mes                                         | Ene.                                        | Feb.                                        | Mar.                                        | Abr.                                        | May.                                        | Jun.                                        | Jul.                                        | Ago.                                        | Sep.                                        | Oct.                                        | Nov.                                        | Dic.                                        | Anual                                       |
| ------------------------------------------- | ------------------------------------------- | ------------------------------------------- | ------------------------------------------- | ------------------------------------------- | ------------------------------------------- | ------------------------------------------- | ------------------------------------------- | ------------------------------------------- | ------------------------------------------- | ------------------------------------------- | ------------------------------------------- | ------------------------------------------- | ------------------------------------------- |
| Temp. máx. media (°C)                       | 30.4                                        | 30                                          | 30                                          | 29.8                                        | 30.2                                        | 29.9                                        | 29.9                                        | 30.1                                        | 30.4                                        | 30.6                                        | 30.5                                        | 30.6                                        | 30.2                                        |
| Temp. media (°C)                            | 24.8                                        | 24.6                                        | 24.6                                        | 24.4                                        | 24.5                                        | 23.9                                        | 23.9                                        | 23.7                                        | 24.6                                        | 24.8                                        | 24.9                                        | 25.2                                        | 24.5                                        |
| Temp. mín. media (°C)                       | 19.2                                        | 19.2                                        | 19.2                                        | 19                                          | 18.8                                        | 18                                          | 17.9                                        | 17.4                                        | 18.9                                        | 19.1                                        | 19.4                                        | 19.9                                        | 18.8                                        |
| Fuente: climate-data.org                    |                                             |                                             |                                             |                                             |                                             |                                             |                                             |                                             |                                             |                                             |                                             |                                             |                                             |